# Valsella adhaerens
Valsella adhaerens är en svampart som beskrevs av Fuckel 1874. Valsella adhaerens ingår i släktet Valsella och familjen Valsaceae.   Inga underarter finns listade i Catalogue of Life.